# Joanna Kaczor

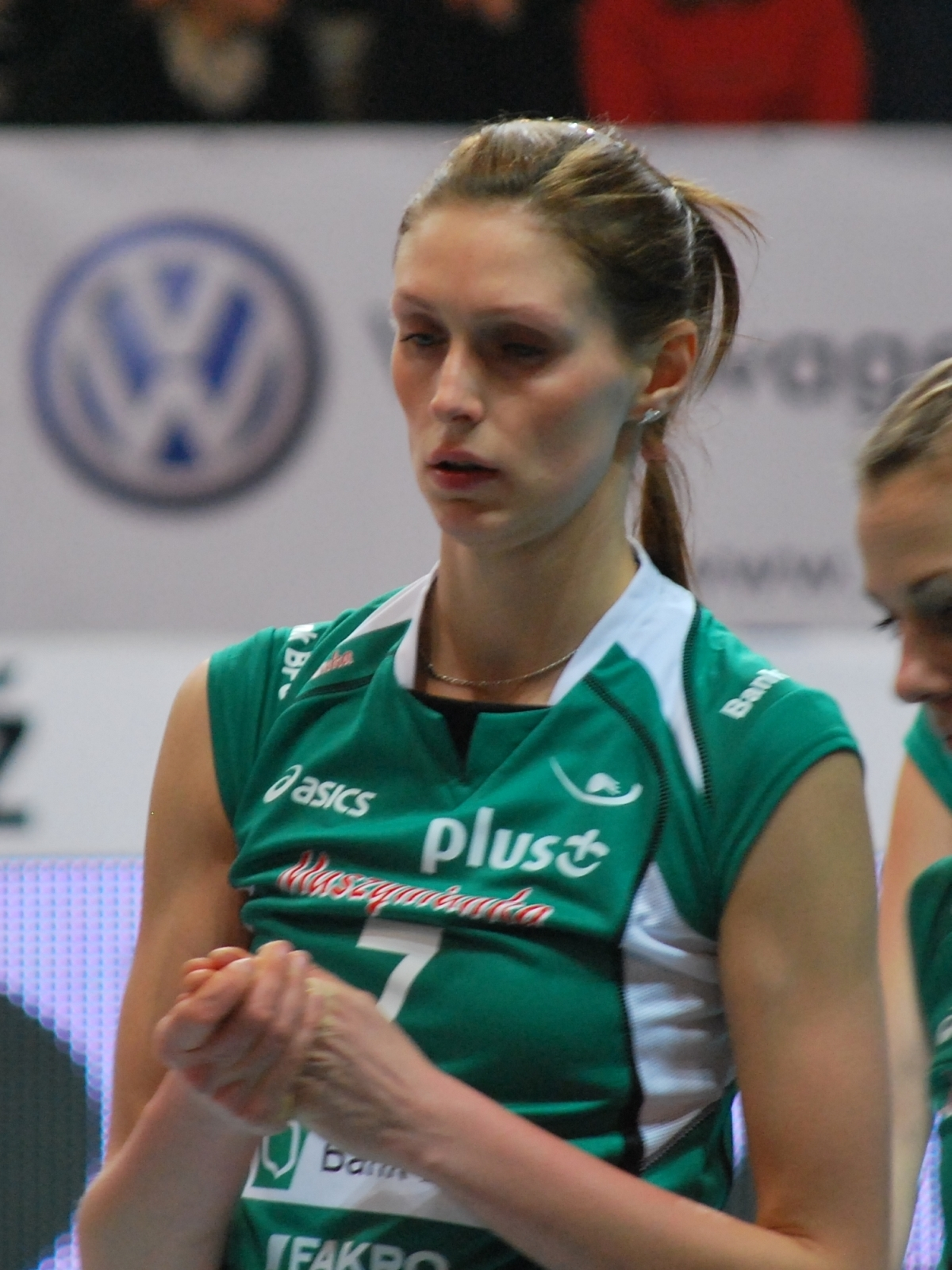
Joanna Kaczor (2010)

Joanna "Asia" Marika Kaczor (* 16. September 1984 in Breslau) ist eine polnische Volleyballspielerin.
Joanna Kaczor spielt seit 2000 in der polnischen Nationalmannschaft. Als Mitglied des polnischen Juniorenteams gewann sie 2002 die europäische Juniorenmeisterschaft. Bei den Olympischen Sommerspielen 2008 erreichte sie mit ihren Mitstreiterinnen den neunten Platz. Bei der Europameisterschaft 2009 holte sie im eigenen Land die Bronzemedaille.